# Adrián (fotbalista)
Adrián San Miguel del Castillo (* 3. ledna 1987, Sevilla, Španělsko), známý jednoduše jako Adrián, je španělský profesionální fotbalista, který hraje jako brankář ve španělském týmu Real Betis.

## Klubová kariéra

### Real Betis
Adrián, který se narodil v Andalusii v Sevilli, v mládí hrával jako hrotový útočník, popř. křídlo týmu CD Altair, až do svých deseti let, kdy na pozici nahradil odcházejícího brankáře, na jehož postu hraje dodnes. Později podepsal smlouvu s Realem Betis.
Adrián strávil první dvě sezóny s C-týmem a dalších pět sezón s B-týmem, přičemž všech pět sezón s B-týmem hrál v Segunda División B jako náhradník za Reného a Brimaha Razaka.
Adrián debutoval v A-týmu v La Lize 29. září 2012 v zápase proti Málaze, která porazila Betis 4:0. Od sezóny 2012/2013 se stal startérem v brankovišti Betisu. 24. listopadu 2012 dokázal v domácím zápase proti Realu Madrid pomoct svému týmu k vítězství 1:0. Po svém debutovém zápase pokračoval v nové sezóně v dalších 31 zápasech a udržel 11 čistých kont. Díky těmto statistikám klub skončil na sedmém místě ligové tabulky a kvalifikoval se do Evropské ligy UEFA pro ročník: 2013/2014.

### West Ham United
Poté, co byl při tréninku s týmem sledován manažerem West Ham United Samem Allardycem a trenérem brankářů Martynem Margetsonem, dostal Adrián nabídku hrát za jejich tým. Dne 5. června 2013 bylo oznámeno, že 1. července podepíše smlouvu na tři roky, přičemž klub Premier League bude mít možnost tuto dohodu prodloužit o další dvě sezóny.
Adrián odehrál svůj debutový zápas u kladivářů dne 27. 08. 2013 v domácím vítězství proti týmu Cheltenham Town 2:1 v League Cup. V průběhu zápasu fauloval Jermainea McGlashana a byla nastavena penalta, kterou Matt Richards proměnil. Jeho první zápas v lize nastal 21. prosince proti Manchesteru United, kde West Ham prohrál 1:3. 6. května vyhrál ocenění „Save of the Season“ (Zákrok sezóny) za záchranu prstem od střely Oscara v lednovém duelu proti Chelsea. Za stejný zápas vyhrál také „Best Individual Performance“ (Nejlepší individuální výkon), protože si udržel čisté konto při bezgólové remíze. Byl také nominován na ocenění "Hammer of the Year" (Hráč roku). Toto ocenění však nakonec vyhrál Mark Noble. Adrián skončil za ním na druhém místě.
Dne 11. února 2015 obdržel Adrián červenou kartu v bezbrankové remíze v Southamptonu za manipulaci s míčem mimo pokutové území.
V říjnu 2015 podepsal novou smlouvu s opcí na další dva roky, takže v klubu vydržel až do roku 2017.
Adrián byl West Hamem propuštěn na konci sezóny 2018/19 se slovy „neodchytal jsem v celé sezóně v Premier League ani jeden zápas a nevyhovovala mi velikost mého platu“.

### Liverpool
Dne 5. srpna 2019 bylo oznámeno, že Adrián podepsal smlouvu s Liverpoolem.
Pro klub debutoval  9. srpna vítězstvím 4:1 proti týmu Norwich City, když nastoupil v 39. minutě a nahradil tak zraněného Alissona. Dne 14. srpna odchytal Adrián zápas v Superpoháru UEFA 2019, kde v prodloužení propustil penaltu za faul na Tammyho Abrahama, díky které Jorginho dokázal vyrovnat stav zápasu ve 101. minutě na 2:2. Potom přišel na řadu penaltový rozstřel, ve kterém Adrián zachránil poslední penaltu od Abrahama a Liverpool vyhrál svou první trofej v sezóně 2019/20 vítězstvím 2:2 (a 5:4 na pokutové kopy). Byla to také Adriánova první trofej v kariéře. Manažer Liverpoolu Jürgen Klopp popsal jeho výkon ve hře jako „neuvěřitelný“.
Dne 11. března 2020 zastupoval Adrián Alissona v zápase osmifinále Ligy mistrů sezóny 2019/2020 proti španělskému Atléticu Madrid. První zápas Liverpool prohrál 0:1. Ve 43. minutě otevřel skóre odvety Wijnaldum, do konce základní hrací doby další gól nepadl, a tak přišlo prodloužení. Na jeho začátku zvýšil na 2:0 Roberto Firmino. V 97. minutě však Adrián udělal obrovskou hrubku při rozehrávce, díky které Marcos Llorente snížil na 2:1. Tentýž hráč ještě do poloviny prodloužení srovnal a obrat dokonal ve 120. minutě Morata.
I přes gólmanovy chyby řekl v říjnu 2020 manažer Klopp o Adriánovi: „Adrian je opravdu dobrý brankář. Loni odehrál 11 utkání, všechny jsme vyhráli.“
Dne 30. července 2022 odehrál zápas Community Shield proti Manchesteru City a podílel se na výhře 3:1.

### Návrat do Real Betis
Dne 8. července 2024 se Adrián vrátil jako volný hráč do týmu Real Betis. 

## Mezinárodní kariéra
V roce 2013 odehrál jedno utkání za národní tým Andalusie.
Dne 26. srpna 2016 obdržel Adrián první povolání do seniorského týmu Španělska manažerem Julenem Lopeteguim na přátelské zápasy proti Belgii a Lichtenštejnsku. Ani do jednoho zápasu však nezasáhl, byl totiž jmenován až třetím brankářem mužstva.

## Statistiky kariéry
Údaje ke dni: 30. července 2022
| Klub            | Sezóna         | Liga                  | Liga   | Liga | Národní pohár | Národní pohár | Ligový pohár | Ligový pohár | Evropa | Evropa | Ostatní | Ostatní | Celkový | Celkový |
| Klub            | Sezóna         | Liga                  | Zápasy | Góly | Zápasy        | Góly          | Zápasy       | Góly         | Zápasy | Góly   | Zápasy  | Góly    | Zápasy  | Góly    |
| --------------- | -------------- | --------------------- | ------ | ---- | ------------- | ------------- | ------------ | ------------ | ------ | ------ | ------- | ------- | ------- | ------- |
| Real Betis C    | 2006/07        | Regionální preference | 13     | 0    | -             | -             | -            | -            | -      | -      | -       | -       | 13      | 0       |
| Real Betis C    | 2007/08        | Regionální preference | 10     | 0    | -             | -             | -            | -            | -      | -      | -       | -       | 10      | 0       |
| Real Betis C    | Celkový        | Celkový               | 23     | 0    | -             | -             | -            | -            | -      | -      | -       | -       | 23      | 0       |
| Real Betis B    | 2007/08        | Segunda División B    | 3      | 0    | -             | -             | -            | -            | -      | -      | -       | -       | 3       | 0       |
| Real Betis B    | 2008/09        | Segunda División B    | 14     | 0    | -             | -             | -            | -            | -      | -      | -       | -       | 14      | 0       |
| Real Betis B    | 2009/10        | Segunda División B    | 12     | 0    | -             | -             | -            | -            | -      | -      | -       | -       | 12      | 0       |
| Real Betis B    | 2010/11        | Segunda División B    | 22     | 0    | -             | -             | -            | -            | -      | -      | 2       | 0       | 24      | 0       |
| Real Betis B    | 2011/12        | Segunda División B    | 11     | 0    | -             | -             | -            | -            | -      | -      | -       | -       | 11      | 0       |
| Real Betis B    | Celkový        | Celkový               | 62     | 0    | -             | -             | -            | -            | -      | -      | 2       | 0       | 64      | 0       |
| Real Betis      | 2012/13        | La Liga               | 32     | 0    | 0             | 0             | -            | -            | -      | -      | -       | -       | 32      | 0       |
| West Ham United | 2013/14        | Premier League        | 20     | 0    | 1             | 0             | 5            | 0            | -      | -      | -       | -       | 26      | 0       |
| West Ham United | 2014/15        | Premier League        | 38     | 0    | 4             | 0             | 0            | 0            | -      | -      | -       | -       | 42      | 0       |
| West Ham United | 2015/16        | Premier League        | 32     | 0    | 0             | 0             | 1            | 0            | 3      | 0      | -       | -       | 36      | 0       |
| West Ham United | 2016/17        | Premier League        | 16     | 0    | 1             | 0             | 1            | 0            | 1      | 0      | -       | -       | 19      | 0       |
| West Ham United | 2017/18        | Premier League        | 19     | 0    | 0             | 0             | 3            | 0            | -      | -      | -       | -       | 22      | 0       |
| West Ham United | 2018/19        | Premier League        | 0      | 0    | 2             | 0             | 3            | 0            | -      | -      | -       | -       | 5       | 0       |
| West Ham United | Celkový        | Celkový               | 125    | 0    | 8             | 0             | 13           | 0            | 4      | 0      | -       | -       | 150     | 0       |
| Liverpool       | 2019/20        | Premier League        | 11     | 0    | 3             | 0             | 0            | 0            | 3      | 0      | 1       | 0       | 18      | 0       |
| Liverpool       | 2020/21        | Premier League        | 3      | 0    | 0             | 0             | 2            | 0            | 1      | 0      | 0       | 0       | 6       | 0       |
| Liverpool       | 2021/22        | Premier League        | 0      | 0    | 0             | 0             | 1            | 0            | 0      | 0      | 0       | 0       | 1       | 0       |
| Liverpool       | 2022/23        | Premier League        | 0      | 0    | 0             | 0             | 0            | 0            | 0      | 0      | 1       | 0       | 1       | 0       |
| Liverpool       | Celkový        | Celkový               | 14     | 0    | 3             | 0             | 3            | 0            | 4      | 0      | 1       | 0       | 26      | 0       |
| Kariéra celkem  | Kariéra celkem | Kariéra celkem        | 274    | 0    | 11            | 0             | 16           | 0            | 8      | 0      | 4       | 0       | 313     | 0       |

## Ocenění

### Klubové

#### Liverpool FC
- Premier League: 2019/20[21]
- Superpohár UEFA: 2019[22]
- Mistrovství světa ve fotbale klubů: 2019[23]
- Community Shield: 2022[19]